# Паола Пеццо
Паола Пеццо (італ. Paola Pezzo, 8 січня 1969) — італійська велогонщиця.
Олімпійська чемпіонка 1996 (маунтінбайк), 2000 (маунтінбайк) років.
Чемпіонка світу з маунтінбайку 1993 (крос-кантрі), 1997 (крос-кантрі) років, бронзова призерка 1999 (крос-кантрі), 2000 (крос-кантрі) років.